# Киратское царство
Киратское царство — термин, используемый в санскритской литературе и индуистской мифологии, в отношении любого царства народа кирата (жителей Гималаев). Вместе с Праватским царством и другими племенами они принимали участие в битве на Курукшетре. Кираты населяли склоны и долины Гималаев в Непале и Бутане, расселялись на территории индийских штатов Химачал-Прадеш, Уттаракханд, Уттар-Прадеш, Бихар, Западная Бенгалия, Ассам и Трипура, а также в западных горах Пакистана. Киратскую династию основал царь Яламбар.
Согласно «Махабхарате», из-за отсутствия брахманов кирата в индийском государстве получили статус судра (Махабхарата 13:35).
Киратское царство являлось основным государственным образованием Непала с 900 года до н. э. по 300 год н. э.

## Упоминания в «Махабхарате»
Камбоджи, гандхара, кирата и барбара упоминаются в «Махабхарате» вместе как «северные племена» (Махабхарата 12:206).
Явана, кирата, гандхарвы, чина, савара, барбара, сака, тушара, канка, патхава, андхра, мадрака, паундра, пулинда, раматха, камбоджи упоминаются вместе как племена за пределами царства Арьяварта. Цари Арьяварта считали сомнительным иметь с ними дело. (Махабхарата 12:64)

### Кирата как племя млеччха
Кирата упоминаются наряду с кхаса, чивука и пулинда, чина, хуна, пахлава, сака, явана, сavara, паундра, канчи, дравида, синхала и керала как племена млеччха, то есть варварские, имеющие иную религию и культуру. При этом их называют защитниками мудреца Васиштха и его коровы от нападения царя Вишвамитра (Махабхарата 1:177).

### Территориях кирата
Кирата владели землями, простиравшимися вдоль гималайского пояса горных хребтов.

#### Кирата в различных областях Древней Индии
Бесчисленные племена кирата, вооружённые охотничьим оружием и постоянно на кого-нибудь охотившиеся, поедающие плоды и корни растений, одетые в шкуры или древесную кору, упомянуты как жители северных склонов Гималаев (Тибет), «горы из-за которой восходит солнце» (Аруначал-Прадеш), в области Каруша «на берегу моря» (возможно, имеются в виду устье Ганга в Бангладеш или устье Инда в Пакистане) и по обе стороны гор Лохиться (восток штата Ассам и запад штата Аруначал-Прадеш). Они были упомянуты среди тех, кто принёс дары Юдхиштхиру для жертвоприношения Раджасуя. Кирата предоставили большое количество сандала и алоэ, ценные меха, золото и благовония, а также десять тысяч служанок их собственного племени, множество прекрасных животных и птиц из дальних стран (Махабхарата 2:51).
Различные племена кирата упоминаются наряду с пахлава, дарада, явана, сака, харахуна, чина, тукхара, синдхава, джагуда, раматха, мунда, жителями царства женщин, тангана, кекая, малава и жителями Кашмирского царства. Они названы принявшими власть Юдхиштхира и получившими различные должности в его дворце. (Махабхарата 3:51)
Кирата, «свирепые в битве, обитающие под защитой Химавата» были сражены Карной ради Дурьодханы (Махабхарата 7:4).

#### Кирата под властью Пулинского царства
Царь пулинда упоминается также и как царь кирата (Махабхарата 2:4). Указано, что он присутствовал при учреждении нового двора пандавского царя Юдхиштхиры в Индрапрастхе вместе со многими другими царями Древней Индии. Его царство лежало недалеко от хребта Кайлас в Тибете.
Владения царя Суваху, властителя пулинда, как утверждается, находились в Гималаях и изобиловали лошадьми и слонами. Их населяли кирата, тангана и пулинда, а также часто посещали мифические существа. Здесь останавливались пандавы во время путешествия в Гималаи (Махабхарата 3:140). Далее царь Суваху далее упоминается как царь кирата (Махабхарата 3:176)

#### Кирата под властью Паундраки Васудевы
Царь Паундрака Васудевы, который был врагом Кришны Васудевы, господствовал над царствами ванга (Западная Бенгалия), пундра (север Бангладеш) и кирата (Махабхарата 2:14). В этом случае кирата упомянуты как жители северных горных районов Западной Бенгалии, к которым относится современный Дарджилинг.

#### Кирата под властью Бхагадатты
Кирата и чина упомянуты в качестве воинов армии царя государства Прагджьотиши (Ассама) Бхагадатты (Махабхарата 5:19). Эта армия приняла участие в битве на Курукшетре на стороне кауравов и её размер составлял один акшаухини.

#### Кирата, завоеванные Бхима
Бхима, сын Панду, покорил семь царей кирата, живших у горы Индра (Махабхарата 2:29). Предполагается, речь идёт о непальских кирата.

#### Кирата, завоеваные Накулой
Накула, сын Панду, подчинил себе племена млеччха, проживавших на морском побережье (окрестности Карачи область), а также дикие племена палхава (иранское племя), кирата, явана и сака (Махабхарата 2:31). Эти кирата обитали в забадных горах Пакистана.

### Кирата в битве на Курукшетре
Бутанские кирата и чина входили в одну акшаухини в войске царя Бхагадатты, который сражался на стороне кауравов (Махабхарата 5:19).
Западные кирата упомянуты наряду с сака, явана, сиви и васати в составе огромной армии кауравов (Махабхарата 5:198). Сака, кирата, явана и пахлава были упомянуты в составе боевого построения кауравов (Махабхарата 6:20). Точно так же они упоминаются в другом боевом построении, сформированом на следующий день (Махабхарата 6:50).
Сатьяки, сражавшийся на стороне пандавов, указывал, что слоны, которыми управляли кирата, сложно поразить в бою (Махабхарата 7:109).
В бою погиб правитель кирата (Махабхарата 8:5).
Арджуна после битве на Курукшетре продолжил покорение других племён, в том числе кирата (Махабхарата 14:83).

## Список царей кирата
Киратские цари правили в течение нескольких веков, в Непале насчитывается 29 представителей киратской династии. Основные правителей кирата:
- Яламбар — основатель династии.
- Хумати — 6-й царь кирата, царствовал во времена войн «Махабхараты».
- Джитедасти — 7-й царь кирата, царствовал во времена Сиддхартха Гаутамы (Будды).
- Стхунко — царь кирата во времена Ашоки.